# Myrsine hasseltii
Myrsine hasseltii är en viveväxtart som beskrevs av Carl Ludwig von Blume och Rudolph Herman Scheffer. Myrsine hasseltii ingår i släktet Myrsine och familjen viveväxter. Inga underarter finns listade i Catalogue of Life.